# 아가타 쿨레샤
아가타 쿨레샤(Agata Kulesza-Figurska, 1971년 9월 27일 ~ )는 폴란드의 배우이다. 《로즈》(2011)와 《이다》(2013)로 폴란드 영화상 여우주연상을 2회 수상했다.

## 출연 작품
- 로즈 (2011, Róża)
- 수어싸이드 룸 (2011)
- 여성의 날 (2012, Dzień Kobiet)
- 이다 (2013)
- 아뉴스 데이 (2016)
- 다크 크라임 (2016)
- 콜드 워 (2018)
- 헤이터 (2020, Sala samobójców. Hejter) - 베아타 산토르스카 역
- 첫눈이 사라졌다 (2020)
- 푸른 장벽 (2023, Zielona granica)
- 웨어 두 위 비긴 (2024, Innego konca nie bedzie) - 엄마 역